# Humo's Rock Rally
Humo's Rock Rally is een tweejaarlijkse wedstrijd voor rockbands, georganiseerd door het Vlaamse weekblad Humo.

## Geschiedenis
De Rock Rally bestaat sinds 1978, en is in België uitgegroeid tot de belangrijkste wedstrijd in haar soort. Vele bands en muzikanten die later zijn doorgebroken, staken voor het eerst de kop op in Humo's Rock Rally. De finale vindt plaats in de Brusselse Ancienne Belgique.
Deelnemende groepen moeten eerst een demo insturen. Uit de inzendingen kiest de Humo-jury de honderd beste groepen, die zichzelf dan live mogen bewijzen in tien preselecties met telkens tien groepen. Twintig groepen mogen naar de halve finales, waaruit tien finalisten geselecteerd worden.
Zowel in de preselectie, halve finale als finale moeten de groepen drie nummers spelen (in de halve finale moet een van die nummers een cover zijn).
De finalejury bestaat uit muziekjournalisten van Humo, aangevuld met mensen uit de muziekbusiness (radiomakers, concertorganisatoren etc.) en bekende muzikanten (meestal ex-winnaars van de Rock Rally).

## Deelnemers
Het aantal deelnemende groepen:
- 1978: 71
- 1980: 207 inschrijvingen, 164 deelnemers
- 1982: 305
- 1996: bijna 700
- 1998: 650
- 2006: meer dan 700
- 2008: 750
- 2010: 1.002
- 2012: 978
- 2014: 936
- 2016: 874
- 2018: 825
- 2020: 879

Sinds 2006 bedroegen de prijzen 10.000, 7.000 en 3.000 euro. De door bank-verzekeraar KBC gesponsorde publieksprijs bedroeg 10.000 euro, te besteden via Poppunt.
In 2016 en 2018 bedroegen de prijzen 10.000, 3.000 en 2.000 euro. De publieksprijs werd in 2016 gesponsord door Lenovo (10.000 euro in merchandise & apparatuur), in 2018 door Sabam for Culture (2500 euro).

### Erelijst
| Jaar | Plaats finale     | Eerste                                     | Tweede                           | Derde                                    | Andere finalisten | Publieksprijs   | Jury |
| ---- | ----------------- | ------------------------------------------ | -------------------------------- | ---------------------------------------- | --- | --------------- | --- |
| 1978 | Beursschouwburg   | Once More                                  | Stage Beast                      | Clown                                    | De Kreuners, Kazzen en Koo, Toxisch, Speedy King and his Feetwarmers (met Guido Belcanto)                                                                        |                 | o.a. Guy Mortier en Marc Didden |
| 1980 | Ancienne Belgique | The Machines                               | The Singles (met Ben Crabbé)     | The Sweeties                             | De Brassers, Der Polizei, The Employees, Toulouse L'Ectric, Privy, Revenge 88, Static, Weekend, Red Zebra                                                        | De Brassers     | Guy Mortier, Humo-redacteuren Marc Didden en Jan Theys, muzikanten Luk De Koninck en Jean-Marie Aerts, Bert Bertrand en Paul Verbrugghe |
| 1982 | Ancienne Belgique | The Chrome                                 | 2 Belgen                         | 5 CV                                     | Automatic Heat, The Boxcars, The Rotor, Crew, Gruppenbild (met Stijn Meuris), Chant, Aroma di Amore, De Combi's, Blanc De Blanc                                  |                 | Guy Mortier (Humo, voorzitter), Dirk Vercruysse (Beursschouwburg, secretaris), Marc Mijlemans, Marc Didden en Charlie Poel (Humo), Johan Wambacq en Koen Van Kerhoven (Beurrschouwburg) |
| 1984 | Ancienne Belgique | Elisa Waut                                 | Morceaux Durs (met Marc Lauwrys) | Beau Geste                               | Gabriella & The Professionals, Mensen Blaffen, Chow-Chow (met Bea Van der Maat), Primitifs, Yasja (met de broer van Arno), Rue Da Mort, Karin en The Beauty Trap |                 | Guy Mortier, Marc Mijlemans |
| 1986 | Ancienne Belgique | The Peter Pan Band (met Alain Vande Putte) | The Passion of a Primitif        | The Wolf Banes / The Boy Wonders         | Kloot Per W, The Finsbury Park Empire, Sens Unique, Family Duck, Faits Divers, The Outastyle, Shanghai                                                           |                 | |
| 1988 | Ancienne Belgique | Ze Noiz                                    | The Romans                       | The B-Tunes (met Robert en Ronny Mosuse) | Citizen Kane (met Daan Stuyven), The Lionhearts (met Pieter-Jan De Smet), Failing Fellows, Man X                                                                 |                 | o.a. Frank Vander linden |
| 1990 | Ancienne Belgique | Noordkaap                                  | Kitchen of Insanity              | Gorky                                    | The Candy Men, The Monalisas, Ugly Papa's, Van de Ven & The Men                                                                                                  |                 | Guy Mortier (voorzitter), Rudy Vandendaele, Serge Simonart en Frank Vander linden, muzikanten Alain Tant (van Luna Twist), Paul Despiegelaere (van The Machines), Frank Ermgodts (van The Chrome en The Popgun), Alain Vande Putte (van The Peter Pan Band), Els Helewaut en Chery Derycke (beiden van Elisa Waut) en Bart Van den Bossche (van Ze Noiz) |
| 1992 | Ancienne Belgique | Charlie 45                                 | The Beautiful Babies             | Orgasmaddix                              | dEUS, Mercelis, Nemo, The Penetration 4, The Sideburns (met Joost Zweegers), Rhyme Cut Core, the Japs, Always Loved You                                          |                 | Humo-journalisten Guy Mortier (voorzitter), Rudy Vandendaele, Frank Vander linden, Serge Simonart, Marc Van Springel en Marnix Peeters, muzikanten Els Helewaut en Chery Derycke, Alain Tant, Stijn Meuris van Noordkaap, Bart Van den Bossche en Paul Despiegelaere.                                                                                    |
| 1994 | Lunatheater       | Evil Superstars                            | Sticks & Stones                  | Sweater                                  | Metal Molly, Rumble Creep |                 | Humo-journalisten: Guy Mortier (voorzitter), Patrick De Witte, Charlie Poel, Marc van Springel, Marnix Peeters en Serge Simonart. |
| 1996 | Lunatheater       | Novastar                                   | Tom Helsen                       | Sheffield Wednesday                      | Arid, An Pierlé, 801 KD Concept, Sugar Kane, Cameron, Hoodoo Club, Stonedigger, Grocer Jack                                                                      |                 | onder andere Marc Van Springel (Humo) en de Engelse muzikant Brendan Croker |
| 1998 | Ancienne Belgique | Das Pop                                    | Fence                            | Chrome Yellow                            | Rumplestitchkin, The Nothing Bastards (met Gabriel Rios), Pink Reflections (met Koen Buyse), Quaver, Walter, Loamy Soil (later: Goose), Cunzi                    |                 | |
| 2000 | Ancienne Belgique | Mintzkov Luna (later Mintzkov)             | Admiral Freebee                  | Venus In Flames                          | Zornik Breknov (later: Zornik), Mint, Cranc, PhilliBustas, Little, Driver, Spaceman Spiff                                                                        | Admiral Freebee | Humo-journalisten Marc Van Springel, Jurgen Beckers, Patrick De Witte en Jonas Govaerts (later van The Hickey Underworld), gastjuryleden Kurt Overbergh (Ancienne Belgique) en muzikant Tom Barman van dEUS. |
| 2002 | Ancienne Belgique | Goose                                      | Illyrian                         | Very Camel                               | Mondo Cane, Starfield Season, Soon, Mawkish, Nono Newton, Land, The Aberdeen Loving Gods                                                                         | Illyrian        | Jurgen Beckers, Jonas Govaerts en Gert Van Nieuwenhove, Kurt Overbergh (AB), Erik Smout (radiomaker en concertorganisator) en muzikant Bent Van Looy (van Das Pop) |
| 2004 | Ancienne Belgique | The Van Jets                               | Absynthe Minded                  | Madensuyu                                | Milow, Norma, Barbie Bangkok, Bint, El Guapo Stuntteam, Mangosaft, Giants of the Air                                                                             | Madensuyu       | Charlie Poel (voorzitter), Geert Op de Beeck, Jurgen Beckers en Katia Vlerick, bijgestaan door Eppo Janssen van Studio Brussel, Kurt Overbergh (AB) en muzikant Bent Van Looy. |
| 2006 | Ancienne Belgique | The Hickey Underworld                      | The Black Box Revelation         | Rye Jehu                                 | Balthazar, The Shelter Tapes, Tokota, Revenge 88, Krakow, Goo Darling, Freaky Age                                                                                | Balthazar       | zelfde als 2004, bijgestaan door Gerrit Kerremans van Studio Brussel, Eppo Janssen van Studio Brussel, Kurt Overbergh (AB) en muzikanten Joost Zweegers (van Novastar) en Bent Van Looy |
| 2008 | Ancienne Belgique | Steak Number Eight                         | Jasper Erkens                    | Team William                             | Berriegordies, Roadburg, The Galacticos, The Hong Kong Dong, The Porn Bloopers, The Tabasco Collective, Way                                                      | Jasper Erkens   | zelfde als 2004 en 2006, gastjuryleden Eppo Janssen van Studio Brussel en Pukkelpop, Jan Van Biesen van Studio Brussel, Kurt Overbergh van de AB en Philippe Bosschaerts van Mintzkov. |
| 2010 | Ancienne Belgique | School is Cool                             | The Sore Losers                  | Willow                                   | Amatorski, The Crackups, Gloria, Maya's Moving Castle, The Mojo Filters, Nele Needs A Holiday, Psycho 44                                                         | Willow          | Charlie Poel (voorzitter), Geert Op de Beeck, Jurgen Beckers en Katia Vlerick, bijgestaan door Eppo Janssen van Studio Brussel en Pukkelpop, Kurt Overbergh (AB), Jan Van Biesen van Studio Brussel en Mario Goossens (muzikant van Triggerfinger en producer).                                                                                          |
| 2012 | Ancienne Belgique | Compact Disk Dummies                       | Sleepers' Reign                  | Float Fall                               | Reena Riot, Radial Sequence, Geppetto & The Whales, Lili Grace, Tourist, Chloë Carrette, Tubelight                                                               | Sleepers' Reign | Geert Op de Beeck, Jurgen Beckers, Katia Vlerick en Pascal Depreeuw (allen Humo), bijgestaan door gastjuryleden Eppo Janssen (Pukkelpop), Kurt Overbergh (AB), Jan Van Biesen (Studio Brussel) en Bert Ostyn (muzikant van Absynthe Minded). |
| 2014 | Ancienne Belgique | Warhola                                    | Nordmann                         | Five Days                                | Sarah Devreese, High Hi, Byron Bay (band), Hazy Hands, Humble Flirt, Samowar, Yawns                                                                              | /               | Frederick Vandromme, Jurgen Beckers, Katia Vlerick, Karel Degraeve en Danny Illegems (Humo), bijgestaan door gastjuryleden Eppo Janssen, Kurt Overbergh, Pascal Depreeuw (organisator Humo's Rock Rally) en Joost Zweegers (Novastar). |
| 2016 | Ancienne Belgique | Whispering Sons                            | Rewind Productions               | dirk.                                    | Frøwst, Delta Crash, Billie Rodney, Milpool, Kasablanka, Portland, Equal Idiots.                                                                                 | Delta Crash     | o.a. Katia Vlerick, Eppo Janssen, Kurt Overbergh, Stijn Meuris, Philippe Bosschaerts |
| 2018 | Ancienne Belgique | The Calicos                                | Lagüna                           | EMY                                      | Budget Trash, Danny Blue and the Old Socks, Diane Grace, Monskopoli, Ugly Weirdo, Watchoutforthegiants                                                           | Josefien Deloof | Pascal Depreeuw, Jurgen Beckers, Katia Vlerick, bijgestaan door gastjuryleden Eppo Janssen, Kurt Overbergh, Johannes Genard, Philippe Bosschaerts |
| 2020 | Ancienne Belgique | Meskerem Mees                              | Wolker                           | Dyce                                     | All-Turn, Hugs Of The Sky, Jakomo, Uma Chine, Be Irving, Terms                                                                                                   | Yokan           | Katia Vlerick, Jurgen Beckers, Frederick Vandromme en organisator Pascal Depreeuw aangevuld met Joost Zweegers (Novastar), Philip Bosschaerts (Mintzkov), Eppo Janssen (Pukkelpop, Radio Willy en Duyster) en Astrid De Sterck (programmator AB) |
| 2022 | Ancienne Belgique | Bluai                                      | Meltheads                        | Yacid                                    | Cloudy-Oh, Tuff Guac, Ide Snake, Sgt Lesley, Eno, Coline & Toitoine                                                                                              | Isaac Roux      | Katia Vlerick, Jurgen Beckers, Frederick Vandromme en organisator Pascal Depreeuw aangevuld met Joost Zweegers (Novastar), Anne-Sophie Ooghe (High Hi), Philip Bosschaerts (Mintzkov en Glitterpaard), Eppo Janssen (Pukkelpop, Willy en Duyster) en Kurt Overbergh (Ancienne Belgique)                                                                  |
| 2024 | Ancienne Belgique | Maria Iskariot                             | Teun                             | Tje                                      | Lézard, Koala Disco, Aäron Koch, Waste, Those who didn't, Edouard Van Praet, Zegel                                                                               | Koala Disco     | Jurgen Beckers, Astrid De Sterck, Lennert Coorevits (Compact Disk Dummies), Jazz Brak (Stikstof), Ineke Daans, Eppo Janssen en Meskerem Mees |

## Edities

### 1980
Humo's Rock Rally 1980 was de tweede editie van de Rock Rally en werd gewonnen door The Machines. De finale werd op zaterdag 19 april 1980 gehouden in de Ancienne Belgique in Brussel.
184 groepen schreven zich in voor een van de 18 voorrondes over heel Vlaanderen. Op de oproep in Humo hadden 207 groepen gereageerd, maar 23 daarvan besloten na ontvangst van het reglement verstek te laten gaan. Van de 184 groepen kwamen er 20 niet opdagen, waaronder Railroad, omdat de drummer van de band een motorongeluk had. De voorrondes werden van februari tot april 1980 in 18 plaatsen verspreid over Vlaanderen en Brussel gehouden: Brussel (Beursschouwburg), Leuven ('t Stuc), Aalst, Turnhout, Gent, Antwerpen (Aalmoezenier), Deurne, Herselt, Wevelgem, Herenthout (waar dezelfde avond ook Kevin Coyne stond geprogrammeerd), Avelgem, De Haan, Eernegem, Ninove (zaal De Redding), Waregem (De Hoop), Mechelen, Leopoldsburg en Koningshooikt.
De jury bestond uit vier vaste leden: Luk De Koninck (tevens presentator), Marc Didden, Jan Theys en Dirk Vercruysse. Voor de finale kregen zij het gezelschap van Guy Mortier (hoofdredacteur Humo), Jean-Marie Aerts, Bert Bertrand (journalist van "En Attendant" en RTBF) en Paul Verbrugghe (BRT).